# Sandkastenspiele
Sandkastenspiele (OT: Up the Sandbox) ist eine US-amerikanische Tragikomödie von Irvin Kershner mit Barbra Streisand aus dem Jahr 1972.

## Inhalt
Paul Zindels Drehbuch, basierend auf dem Roman von Anne Roiphe, konzentriert sich auf Margaret Reynolds, eine gelangweilte junge New Yorker Ehefrau und Mutter, die in immer bizarrere Fantasien verfällt.